# Casimir Rudolf Katz
Casimir Rudolf Katz (* 6. Juni 1824 in Gernsbach; † 10. März 1880 in Berlin) war Holzindustrieller und Mitglied des Deutschen Reichstags.

## Leben
Katz stammte aus einer Gernsbacher Murgschifferfamilie. Er besuchte das Lyceum in Karlsruhe und einzelne Fächer im Polytechnikum Karlsruhe und der Universität Berlin. Er machte kaufmännische praktische Studien in Rotterdam und Brüssel und unternahm umfangreiche Reisen, vor allem nach Großbritannien, so auch während der Revolutionswirren 1848. 
Als größter Anteilseigner und Verwaltungsratsvorsitzender der Murgschifferschaft besaß er Waldungen und Sägemühlen im Murgtal. Aus Großbritannien brachte er neue Methoden zur Holzimprägnierung und neue Sägewerkstechniken mit und modernisierte so sein Unternehmen. Nach dem Tod seines Vaters nahm er 1852 den Holzhändler Gottlieb Klumpp als Teilhaber in die Firma Katz und Klumpp in Gernsbach auf. Zu den wichtigen Produkten gehörten kyanisierte Telegrafenmasten für das rasch ausgebaute Telegrafennetz.
Casimir Rudolf Katz war Initiator der Murgthal-Eisenbahn-Gesellschaft, die 1868–1869 die Bahnstrecke von Rastatt nach Gernsbach baute, das erste Teilstück der heutigen Murgtalbahn. Damit schuf er eine Grundlage für die weitere Industrialisierung des Murgtals. Daneben gehörte er zu den Gründern der Bezirkssparkasse Gernsbach (1857) und des Gernsbacher Vorschuß-Vereins (1873, Vorläufer der Volksbank), deren beider Verwaltungsratsvorsitz er ebenfalls innehatte.
Von 1877 bis zu seinem Tod war er Mitglied des Deutschen Reichstags für den Wahlkreis Baden 9 (Pforzheim, Durlach, Ettlingen, Gernsbach) und die Konservative Partei, zu deren Gründungsmitgliedern in Baden er gehörte. Weiter war er Mitglied der Kreisversammlung mit Virilstimme, des politischen und des Kirchen-Gemeinderates. Sein drittes Kind war Casimir Otto Katz (* 16. Juli 1856; † 1919), der Pionier der industriellen Bierdeckelherstellung.